# Humphrey Searle
Humphrey Searle (ur. 26 sierpnia 1915 w Oksfordzie, zm. 12 maja 1982 w Londynie) – brytyjski kompozytor i teoretyk muzyki.
Był uczniem Antona von Weberna, tworzył m.in. opery, balety i symfonie.